# Brokeback
Brokeback – projekt założony i prowadzony Douglasa McCombsa, muzyka znanego z takich zespołów jak 11th Dream Day czy Tortoise oraz Noela Kupersmitha (dołączył do stałego składu w czasie nagrywania drugiej płyty zespołu) znanego między innymi z Chicago Underground Trio.

## Muzyka
Projekt powstał z inicjatywy Douglasa McCombsa pod koniec lat 90'. Artysta pragnął stworzyć projekt, w którym nagrywałby muzykę nie tak „gęsto zrytmizowaną”, jak w Tortoise, ale taką, która „zachowuje prostotę” a „melodiom pozwala zawisać w próżni”. Muzykę Brokeback opartą głównie na brzmieniu sześciostrunowego basu Fendera Kieran McCarthy określił jako „minimalistyczną fuzję low-endowego jazzu z bogactwem innych wpływów, począwszy od rocka, przez ambient, aż do hip hopu”.

## Historia
Debiut Brokeback ukazał się w 1997, podobnie jak wszystkie nagrania projektu nakładem wytwórni Thrill Jockey pod tytułem Returns to the Orange Grove. Na płycie gościnnie wystąpił Archett Prewitt z zespołu The Sea and the Cake.
W 1999 wydana została druga płyta projektu pod tytułem Field Recordings From the Cook County Water Table, na którą muzykę pisał McCombs. Do jej nagrania McCombs zaprosił wielu znanych muzyków. Wśród nich znaleźli się: Josh Abrams, Noel Kupersmith (kontrabas), Rob Mazurek (trąbka), John McEntire (perkusja, shaker, trójkąt, Arp 2600, trap kit), John Herndon (trap kit) oraz Mary Hansen (śpiew).
W tworzeniu materiału na trzecią płytę projektu czynny udział brał, obok McCombsa, Noel Kupersmith, który dołączył do stałego składu Brokeback. Płyta ukazała się w 2001 roku pod tytułem Morse Code In The Modern Age: Across The Americas. Do jej nagrania zaproszeni zostali: Joey Burns (akordeon, wiolonczela, gitara elektryczna, kontrabas, gitara klasyczna), John Convertino (perkusja, trap kit), James McNew (organy, beatbox), Alan Licht (gitara elektryczna) i Mary Hansen (śpiew).
Ostatni album wydany pod szyldem Brokeback album Look at the birds ukazał się w 2003 roku. Obok McCombsa i Kupersmitha w nagraniu udział wzięli: Laetitia Sadier (śpiew), Mary Hansen (śpiew) oraz John McEntire (perkusjonalia, aranżacje smyczków).

## Dyskografia
- Returns to the Orange Grove – 1997
- Field Recordings from Cook County Water Table – 1999
- Morse Code In The Modern Age: Across The Americas – 2001
- Looks at the Bird – 2003